# Baie de la Rencontre
La baie de la Rencontre, appelée Encounter Bay en anglais, est une baie située au centre de la côte sud de l'Australie-Méridionale, à environ cent kilomètres au sud d'Adelaïde. Son nom vient de la rencontre le 8 avril 1802 entre Matthew Flinders et Nicolas Baudin, tous deux chargés de cartographier la côte australienne pour leurs pays respectifs, la Grande-Bretagne et la France. La rencontre entre les deux scientifiques fut pacifique, bien que leurs pays étaient souvent en guerre à l'époque.
La baie est une longue courbe allant de Cape Jervis sur la côte sud de la Péninsule Fleurieu puis passant par Victor Harbor, Goolwa et l'embouchure du Murray et enfin au sud-est le long du Parc national de Coorong jusqu'à Kingston SE.